# Alberto Pestalozza
Alberto Pestalozza (Torino, 1851 – Torino, 8 giugno 1934) è stato un compositore italiano, entrato nella storia della musica leggera italiana come autore dell'"evergreen" Ciribiribin.

## Biografia
Dopo aver studiato al Istituto Musicale della Città di Torino, iniziò a comporre commedie musicali ed operette, per poi passare alla musica leggera, lavorando anche per un certo tempo come impiegato alle Ferrovie.
Nel 1898 scrisse la musica di Ciribiribin, con testo di Carlo Tiochet in piemontese: la canzone, edita dalle edizioni musicali Carisch, ottenne subito un immediato successo, lanciata dalla soubrette austriaca Mitzi Kirchner, e ne venne anche preparata una versione in italiano.
Nel corso degli anni la canzone verrà reincisa moltissime volte, sia da artisti italiani (Trio Lescano, Renato Carosone, Carlo Pierangeli, Claudio Villa, Mario Lanza) che stranieri (Benny Goodman, Grace Moore, Frank Sinatra, Franck Pourcel).
Nel 1900 compose una Preghiera per la morte di Re Umberto, su testo della regina Margherita.
Nel dicembre 1914 compose I pescatori di san Leo.
Morì a 83 anni nella sua abitazione in via Valperga Caluso 11 a Torino.